# Klaudia Konieczna
Klaudia Konieczna (* 7. September 1995 in Kościan) ist eine polnische Volleyballspielerin.

## Karriere
Konieczna begann ihre Karriere bei UKS Śmigiel. Später spielte sie in ihrer Heimatstadt bei UKŻPS Kościan. 2011 wechselte die Zuspielerin zum Erstligisten PTPS Piła. In der Saison 2016/17 spielte sie bei KKS Karpaty Krosno. Anschließend wurde sie vom deutschen Bundesligisten VfB 91 Suhl verpflichtet. Nach einer Saison kehrte sie zu KKS Karpaty Krosno zurück.